# Berre-l'Étang
Berre-l'Étang är en kommun i departementet Bouches-du-Rhône i regionen Provence-Alpes-Côte d'Azur i sydöstra Frankrike. Kommunen ligger  i kantonen Berre-l'Étang som ligger i arrondissementet Marseille. År 2022 hade Berre-l'Étang 13 941 invånare.

## Befolkningsutveckling
Antalet invånare i kommunen Berre-l'Étang
Referens:INSEE